# Кроковець Олександр Володимирович
Олекса́ндр Володи́мирович Крокове́ць — сержант Збройних сил України, учасник російсько-української війни, що відзначився в ході російського вторгнення в Україну. Герой України (2024).

## Життєпис
Мешканець м. Кременчук. З 2014 року брав участь в АТО на сході України, служив командиром БМП. Згодом працював будівельником.
Під час російського вторгнення в Україну — командир бойової машини M2 Bradley у складі 47-ї окремої механізованої бригади. Брав участь у контрнаступі 2023 року, де, попри влучання ворожими засобами по БМП, екіпажу Олександра Кроковця вдалося висадити десант та сприяти виконанню бойового завдання — окопи російських окупантів були зачищені та закріплені за військовими Збройних сил України. Виконував також бойові завдання на авдіївському та запорізькому напрямках.

## Нагороди
- Звання Герой України з врученням ордена «Золота Зірка» (30 вересня 2024) — за особисту мужність і героїзм, виявлені у захисті державного суверенітету та територіальної цілісності України, самовіддане служіння Українському народові[3];
- Медаль «Захиснику України» (травень 2024)[2].